# Ribeira Grande (gemeente)
Ribeira Grande is een van de 22 gemeentes van Kaapverdië. Het ligt in het noorden van het eiland Santo Antão. De hoofdplaats van de gemeente is de stad Ribeira Grande.

## Politiek
Kaapverdië wordt op gemeentelijk niveau, net als op landelijk niveau, beheerst door twee partijen: aan de linkerzijde de PAICV en aan de rechterzijde de MpD.
De Gemeentelijke Vergadering (in het Portugees: Assembleia Municipal) van de gemeente Ribeira Grande bestaat nu uit 17 leden. Hiervan zijn 5 leden afgevaardigd door de PAICV, 11 leden door de MpD en 1 lid van de UCID. Het gemeentebestuur (câmara) bestaat uit 7 MpD-leden.

### Uitslagen van de gemeenteraadsverkiezingen
Elke 4 jaar vinden op dezelfde dag de verkiezingen plaats voor de Gemeentelijke Vergadering als voor het Gemeentebestuur.

#### Gemeentelijke Vergadering
|       | 2004 % | 2004 zetels | 2008 % | 2008 zetels | 2012 % | 2012 zetels |
| ----- | ------ | ----------- | ------ | ----------- | ------ | ----------- |
| PAICV | 25.67  | 4           | 29.7   | ?           | 30.9   | 5           |
| MpD   | -      | -           | 64.0   | ?           | 58.9   | 11          |
| GDRG  | 74.33  | 13          | -      | -           | -      | -           |
| UCID  | -      | -           | -      | -           | 5.6    | 1           |

#### Gemeentebestuur
|       | 2004 % | 2004 zetels | 2008 % | 2008 zetels | 2012 % | 2012 zetels |
| ----- | ------ | ----------- | ------ | ----------- | ------ | ----------- |
| PAICV | 22.55  | 0           | 28.2   | 0           | 29.6   | 0           |
| MpD   | -      | -           | 67.2   | 7           | 60.4   | 7           |
| GDRG  | 77.45  | 7           | -      | -           | -      | -           |
| UCID  | -      | -           | -      | -           | 5.0    | 0           |